# 桑島孝春
桑島 孝春（くわじま たかはる、 1955年1月31日 - ）は、南関東公営競馬・船橋競馬場に所属していた元騎手。現職は地方競馬全国協会参与。北海道浦河出身。息子の和宏は競艇選手。兄の孝明は日本中央競馬会 (JRA) から地方競馬全国協会（NAR）に移籍した経歴のある元騎手。

## 来歴・人物
初出走は1971年10月17日船橋競馬第7競走（ミスエメラルド）、初勝利は同月19日船橋競馬第6競走（ヤマアラシ）で記録した。1970年代末から1980年代前半にかけて、佐々木竹見に代わって南関東公営競馬のリーディングジョッキーに君臨。南関東クラシック全競走（新設のジャパンダートダービーを除く）で優勝している。南関東を代表する騎手の一人であり、千葉県騎手会会長も務めた。
勝負服の服色は「青、白星散らし、白袖」。自厩舎の馬を常に優先して騎乗した。高松弘之調教師の勇退後に所属した石井勝男厩舎の馬についても、そのほとんどに騎乗していた。
2010年5月7日に5月末限りでの引退を表明、同年5月28日の浦和競馬場での騎乗を最後に引退。6月9日に船橋競馬場にて引退式が行なわれた。騎乗回数40,201回は地方競馬騎手として歴代最高。地方競馬における通算勝利数「4713」は歴代4位（2010年現在）。重賞は86勝。多くのビッグレースでの優勝実績がありながら、南関東公営最大のレースである東京大賞典は未勝利に終わった。
2010年8月1日付けで地方競馬全国協会参与を委嘱され、地方競馬教養センターにて騎手候補生に技術指導を行っている。
2014年9月3日に船橋競馬場で「桑島孝春記念」（A2以下の特別競走）が行われ、自身が表彰式のプレゼンターをつとめた。
2025年4月25日、「第4回競馬功績者表彰」として農林水産省より表彰された。

## 受賞歴
- NARグランプリ'92特別賞
- NARグランプリ'99ベストフェアプレイ賞
- 日本プロスポーツ大賞功労賞[8]
- 第4回競馬功績者表彰

## おもな騎乗馬
- ロツキータイガー（帝王賞、東京王冠賞、ダイオライト記念、金盃、東京記念、ジャパンカップ2着ほか）
- チヤンピオンスター（帝王賞、大井記念）
- ダーリンググラス（中央競馬招待、金盃）
- プレザント（東京ダービー、東京湾カップ）
- ホワイトアリーナ（桜花賞、関東オークス）
- ヘイワンリーフ（関東オークス、東京プリンセス賞）
- ミスジュディ（東京プリンセス賞）
- ヒノデラスタ（東京ダービー）
- ダイハードコトブキ（羽田盃）
- ニシキノボーイ（東京王冠賞）
- エフチリン（川崎・開設記念）
- スーパーヤマト（全日本三才優駿）
- ヒノデスター（全日本三才優駿、平和賞）
- イチコウタマユキ（スーパーチャンピオンシップ）
- イエローパワー（スーパーチャンピオンシップ）
- ダイニカツハル（ダイオライト記念）
- アクアライデン（ダイオライト記念）
- タイセンルビー（トゥインクルレディー賞、クイーン賞）
- アスキットマジック（ニューイヤーカップ、平和賞）
- シスターエレキング（ロジータ記念）
- ツクバニルコス（平和賞）
- ナショナルスパイ（埼玉新聞杯、川崎記念2着）
- ホクトライデン（全日本アラブ大賞典、アラブ王冠、楠賞全日本アラブ優駿、鎌倉記念）
- ローゼンガバナー（全日本アラブ大賞典、銀盃）
- ホクトエンペラー（全日本アラブ争覇）
- ホクトイツセイ（船橋記念、ワード賞、シルバーカップ）
- ヨシノスカレー（銀盃、船橋記念、報知グランプリカップ、シルバーカップ）
- サリユウムサシ（ワード賞、ブルーバードカップ）